# Liste der Naturdenkmale in Boizenburg/Elbe
In der Liste der Naturdenkmale in Boizenburg/Elbe werden die Naturdenkmale aufgeführt, welche sich in der zum Landkreis Ludwigslust-Parchim (Mecklenburg-Vorpommern) gehörenden Stadt Boizenburg/Elbe befinden. Es handelt sich um eine Teilliste der Liste der Naturdenkmale im Landkreis Ludwigslust-Parchim.
Zwar liegen Teile des Stadtgebietes im Biosphärenreservat Flusslandschaft Elbe. Das für die in diesem Gebiet befindlichen Naturdenkmale zuständige Biosphärenreservatsamt hat allerdings keine eigene Verordnung über die Festsetzung von Naturdenkmalen veröffentlicht.

## Naturdenkmale
Im Stadtgebiet befinden sich Stand 2025 die folgenden zwei Bäume, die als Naturdenkmale geschützt sind.

| Bild                          | Nr. | Bezeichnung      | Standort                                               | Beschreibung                           | Schutzzweck | Verordnung |
| ----------------------------- | --- | ---------------- | ------------------------------------------------------ | -------------------------------------- | ----------- | ---------- |
| mehr Fotos \| Fotos hochladen | 225 | Riesenlebensbaum | Boizenburg (53° 22′ 36,4″ N, 10° 42′ 29,1″ O)          | Der Baum besteht aus vier Stämmlingen. |             | [ 2 ]      |
| Fotos hochladen               | 228 | Ulme             | Boizenburg Gothmann (53° 21′ 31,6″ N, 10° 44′ 20,2″ O) |                                        |             | [ 2 ]      |